# Alphomelon rugosum
Alphomelon rugosum is een insect dat behoort tot de orde vliesvleugeligen (Hymenoptera) en de familie van de schildwespen (Braconidae). De wetenschappelijke naam van de soort werd voor het eerst geldig gepubliceerd door Shimabukuro & Penteado-Dias in 2003.